# Basananthe lanceolata
Basananthe lanceolata är en passionsblomsväxtart som först beskrevs av Eng., och fick sitt nu gällande namn av De Wilde. Basananthe lanceolata ingår i släktet Basananthe och familjen passionsblomsväxter. Inga underarter finns listade i Catalogue of Life.